# Abuz de încredere
Abuz de încredere (titlul original: în spaniolă Abuso de confianza) este un film dramatic argentinian, realizat în 1950 de regizorul Mario C. Lugones, după romanul omonim a scriitorului Pierre Wolff, protagoniști fiind actorii Olga Zubarry, Manuel Collado Montes și María Armand. 

## Conținut
Pentru a obține protecția unui avocat, o studentă la facultatea de drept, se preface că este fiica unei actrițe pe care avocatul a cunoscut-o în tinerețe... 

## Distribuție
- Olga Zubarry
- Manuel Collado Montes
- María Armand
- Carlos Thompson
- Renée Dumas
- Adolfo Linvel
- Margarita Corona
- Carlos Bellucci
- Iris Alonso
- José Nájera
- Arnoldo Chamot
- Juan Pecci
- María Elena Sagrera
- José Arias Callicó
- Celia Geraldy
- Juan Latrónico
- Nélida Romero
- Jorge Villoldo
- Sergio Malbrán
- Mario Roque Benigno
- Manuel Alcón
- Alejandro Anderson
- Dora Zular